# الکتریک فیلدس
الکتریک فیلدس (به انگلیسی: Electric Fields) گروه موسیقی استرالیایی است.
آن‌ها نماینده استرالیا در یوروویژن ۲۰۲۴ بودند.